# Andrzej Józwowicz
Andrzej Józwowicz (ur. 14 stycznia 1965 w Boćkach) – polski duchowny rzymskokatolicki, doktor obojga praw, dyplomata watykański, arcybiskup, nuncjusz apostolski w Rwandzie w latach 2017–2021, nuncjusz apostolski w Iranie od 2021.

## Życiorys
Urodził się 14 stycznia 1965 w Boćkach. Studiował w Wyższym Metropolitalnym Seminarium Duchownym w Warszawie, uzyskał magisterium z teologii. Święceń prezbiteratu udzielił mu 24 maja 1990 w archikatedrze warszawskiej kardynał Józef Glemp, prymas Polski. Inkardynowany został do archidiecezji warszawskiej Od 1992 kontynuował studia na Papieskim Uniwersytecie Laterańskim w Rzymie, gdzie w 1997 uzyskał doktorat z obojga praw, a od 1995 przygotowywał się do służby dyplomatycznej w Papieskiej Akademii Kościelnej.
Posługiwał w parafii Opieki Matki Bożej w Nowym Mieście nad Pilicą. W 1992 został przypisany do nowo utworzonej diecezji łowickiej. W 1997 rozpoczął pracę w służbie dyplomatycznej Stolicy Apostolskiej. W latach 1997–1998 był asystentem w nuncjaturze apostolskiej w Mozambiku, następnie pracował jako sekretarz nuncjatur w Mozambiku (1998–2000), Tajlandii (2000–2002) i na Węgrzech (2002–2006), po czym pełnił funkcję radcy nuncjatur w Syrii (2006–2009), Iranie (2009–2012) i Rosji (2012–2017). W 2000 został obdarzony godnością kapelana honorowego Jego Świątobliwości, a w 2008 prałata honorowego Jego Świątobliwości. W 2009 został ustanowiony kanonikiem gremialnym łowickiej kapituły katedralnej.
18 marca 2017 papież Franciszek mianował go nuncjuszem apostolskim w Rwandzie, jednocześnie wynosząc go do godności arcybiskupa tytularnego Lauriacum. Święcenia biskupie przyjął 27 maja 2017 w katedrze łowickiej. Konsekrował go kardynał Pietro Parolin, sekretarz stanu Stolicy Apostolskiej, któremu asystowali arcybiskup Salvatore Pennacchio, nuncjusz apostolski w Polsce, i Andrzej Dziuba, biskup diecezjalny łowicki. Jako dewizę biskupią przyjął słowa „Caritas numquam excidit” (Miłość nigdy nie ustaje). 28 czerwca 2021 papież Franciszek przeniósł go na urząd nuncjusza apostolskiego w Iranie. Listy uwierzytelniające złożył 31 października 2021 na ręce ministra spraw zagranicznych Iranu Hosejna Amira Abdollahijana.